# Vuollejaure (Arjeplogs socken, Lappland, 737437-153457)
Vuollejaure är en sjö i Arjeplogs kommun i Lappland och ingår i Skellefteälvens huvudavrinningsområde. Sjön har en area på 0,305 kvadratkilometer och ligger 495,5 meter över havet. Vuollejaure ligger i Hornavan-Sädvajaure fjällurskog Natura 2000-område.

## Delavrinningsområde
Vuollejaure ingår i det delavrinningsområde (737479-153633) som SMHI kallar för Utloppet av Vuollejaure. Medelhöjden är 586 meter över havet och ytan är 7,59 kvadratkilometer. Räknas de 2 avrinningsområdena uppströms in blir den ackumulerade arean 12,28 kvadratkilometer. Vattendraget som avvattnar avrinningsområdet har biflödesordning 2, vilket innebär att vattnet flödar genom totalt 2 vattendrag innan det når havet efter 345 kilometer. Avrinningsområdet består mestadels av skog (95 procent). Avrinningsområdet har 0,37 kvadratkilometer vattenytor vilket ger det en sjöprocent på 4,8 procent.